# Val-d'Oronaye
Val-d'Oronaye é uma comuna francesa na região administrativa da Provença-Alpes-Costa Azul, no departamento dos Alpes da Alta Provença. Estende-se por uma área de 109,45 km². Em 2010 a comuna tinha 120 habitantes (densidade: 1,1 hab./km²).
A municipalidade foi estabelecida em 1 de janeiro de 2016 e consiste na fusão das antigas comunas de Meyronnes e Larche.